# 出雲市立大津小学校
出雲市立大津小学校（いずもしりつ おおつしょうがっこう）は、島根県出雲市大津町にある公立小学校。

## 校歌
現在の校歌
1950年（昭和25年）12月制定、1975年（昭和50年）5月改訂。作詞は須田正平、作曲は長岡敏夫による。歌詞は3番まである。
旧校歌
1930年（昭和5年）10月作成。作詞は谷口廻欄、作曲は下野米による。歌詞は4番まである。

## 通学区域
- 校区は、大津町、大津新崎、大津朝倉、枝大津町からなる。
- 大津朝倉一丁目～三丁目の全域と枝大津町の一部は隣接する今市小学校との選択校区となっている[1]。
- 大津朝倉三丁目の全域と中野町、中野美保北三丁目、中野美保南一丁目～三丁目の一部は隣接する北陽小学校との選択校区となっている[1]。

## 進学先中学校
- 出雲市立第一中学校

## 交通アクセス
- 大津小学校前バス停より200m。
- 一畑電車北松江線 大津町駅より400m。

## 著名な関係者
- 若槻礼次郎（元内閣総理大臣） - 教員をしていた。